# Then and Now (album, The Who)
Then and Now je greatest hits kompilační album od The Who. Bylo vydáno mezinárodně společností Polydor Records a ve Spojených státech společností Geffen Records. Obsahuje 18 klasických skladeb The Who a dvě nové - "Real Good Looking Boy" a "Old Red Wine". "Real Good Looking Boy" je skladbou na počest Elvise Presleyho a "Old Red Wine" je na počest bývalého člena kapely Johna Entwistlea, který zemřel v roce 2002.

## Seznam skladeb
Autorem všech skladeb je Pete Townshend, kromě uvedených výjimek.
1. "I Can't Explain" – 2:06
2. "My Generation" – 3:18
3. "The Kids Are Alright" – 2:46
4. "Substitute" – 3:48
5. "I'm a Boy" – 2:37
6. "Happy Jack" – 2:11
7. "I Can See for Miles" – 4:07
8. "Magic Bus" – 3:20
9. "Pinball Wizard" – 3:02
10. "See Me, Feel Me" – 3:26
11. "Summertime Blues" (živě) – 3:25 (Eddie Cochran/Jerry Capehart)
12. "Behind Blue Eyes" – 3:41
13. "Won't Get Fooled Again" – 8:32
14. "5:15" – 5:02
15. "Love, Reign O'er Me" (Single Edit) – 3:10
16. "Squeeze Box" – 2:42
17. "Who Are You" (Single Edit) – 5:05
18. "You Better You Bet" – 5:37
19. "Real Good Looking Boy" (Townshend/Luigi Creatore/Hugo Peretti/George David Weiss) – 5:42
20. "Old Red Wine" – 3:43